# Retable des dix mille martyrs

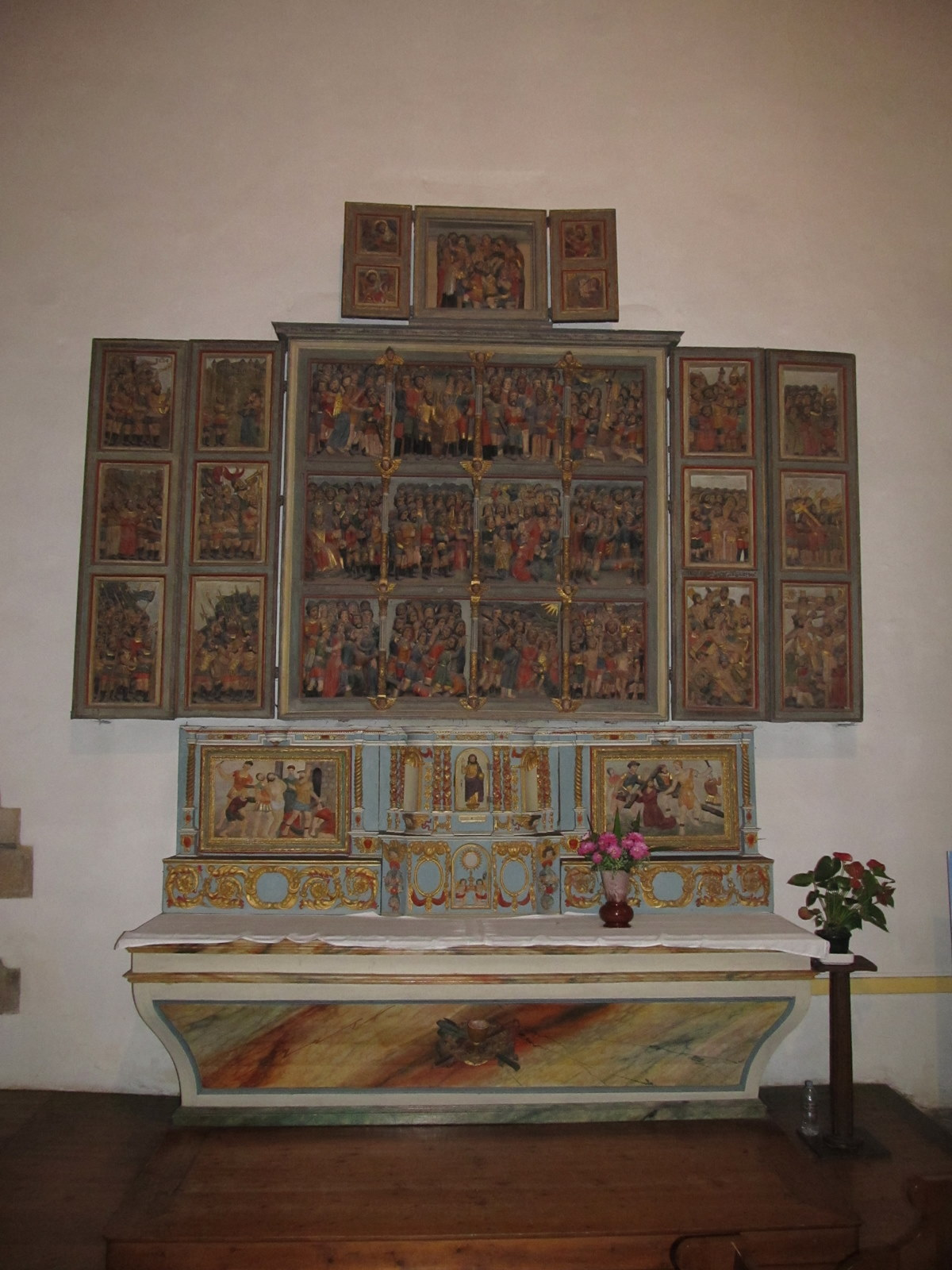
Église Saint-Pierre de Crozon,
le retable des dix mille martyrs.

Le retable des dix mille martyrs est un tableau en bois polychrome du XVIIe siècle, qui se trouve en Bretagne dans l'église Saint-Pierre de Crozon, dans le département du Finistère.

## Histoire des dix mille martyrs
L’œuvre représente le martyre par crucifixion de soldats chrétiens sur le mont Ararat en Arménie, en 120 après Jésus-Christ. À la suite d’une révolte de populations arméniennes contre l’occupation romaine, une armée de seize mille soldats est envoyée, mais l’expédition tourne à la déroute. Ne restent que neuf mille hommes pour combattre. Selon la légende, un ange leur assure la victoire s’ils se convertissent et adorent le vrai Dieu. Leur conversion faite, ils remportent triomphalement la bataille. Pressés de sacrifier aux dieux de Rome, ils refusent et affirment leur foi dans le vrai Dieu. Ils sont mis au supplice, mais aucun ne renie, au contraire ; ébranlés par leur courage, mille légionnaires les rejoignent dans le martyre et se convertissent. Ils sont finalement crucifiés.

## Description
Réalisé en chêne sculpté par des artistes de la région, ce retable se présente sous la forme d’un triptyque avec douze panneaux au centre et deux volets latéraux de six panneaux chacun.
Ses dimensions sont de 5 mètres de hauteur et 5 mètres de largeur.
Il est classé au titre objet des monuments historiques depuis le 10 novembre 1906.  
Le thème des dix mille martyrs a également intéressé, entre autres, le peintre vénitien du cinquecento Vittore Carpaccio, dans une grande toile conservée aux Gallerie dell'Accademia de Venise, tout comme Albrecht Dürer dans un tableau conservé au Kunsthistorisches Museum de Vienne.